# El Sampal
El Sampal — метеорит-хондрит масою 142000 грам.